# Luzerna (Santa Catarina)
Luzerna é um município brasileiro do estado de Santa Catarina com população estimada em 2014 de 5 700 habitantes. Possui uma área de 116,74 km².
Sua localização geográfica e altitude são: latitude 27º07'58" sul, longitude 51º28'02" oeste, estando a uma altitude de 511 metros.

## História
Luzerna fica na região histórica do Contestado, tendo origem antes da região passar a fazer parte de Santa Catarina. Em 1917, o povoado faz parte do recém-fundado município de Cruzeiro - a atual Joaçaba. Em 1948 se torna um distrito de Joaçaba e finalmente se emancipa em 29 de dezembro de 1995.

## Biodiversidade
No município de Luzerna ocorrem mais de 130 espécies de aves. No rio Estreito, localizado neste município, foram registradas 32 espécies de peixes, incluindo Astyanax saguazu, uma espécie de lambari que era conhecida apenas na Argentina, e outra espécie do gênero Astyanax ainda não foi descrita pela ciência. Há também no município o registro de 33 espécies de orquídeas e bromélias.

## Educação
O município de Luzerna conta, além instituições de ensino vinculadas à rede municipal e estadual, com um campus do Instituto Federal Catarinense.